# Ma Thì Hồ
Ma Thì Hồ là một xã thuộc huyện Mường Chà, tỉnh Điện Biên, Việt Nam.

## Địa lý
Xã Ma Thì Hồ có vị trí địa lý:
- Phía đông giáp thị trấn Mường Chà và xã Sa Lông
- Phía tây giáp huyện Nậm Pồ và Lào
- Phía nam giáp xã Na Sang
- Phía bắc giáp xã Huổi Lèng.

Xã Ma Thì Hồ có diện tích 135,31 km², dân số năm 2022 là 4.869 người, mật độ dân số đạt 35 người/km².

## Hành chính
Xã Ma Thì Hồ được chia thành 12 bản: Hồ Chim 1, Hồ Chim 2, Huổi Chua, Huổi Mý, Huổi Quang 2, Huổi Quang 3, Huổi Sang, Huổi Y, Làng Dung, Ma Thì Hồ 2, Ma Thì Hồ 3, Nậm Chim.

## Lịch sử
Ngày 14 tháng 11 năm 2006, Chính phủ ban hành Nghị định số 135/2006/NĐ-CP về việc thành lập xã Ma Thì Hồ trên cơ sở điều chỉnh 725,10 ha diện tích tự nhiên và 349 nhân khẩu của xã Mường Mươn; 9.038 ha diện tích tự nhiên và 2.082 nhân khẩu của xã Si Pa Phìn; 4.227 ha diện tích tự nhiên và 656 nhân khẩu của xã Huổi Lèng.
Xã Ma Thì Hồ có 13.990,10 ha diện tích tự nhiên và 3.087 nhân khẩu.
Ngày 6 tháng 9 năm 2012, UBND tỉnh Điện Biên ban hành Quyết định số 819/QĐ-UBND về việc thành lập bản Huổi Y và bản Huổi Sang trên cơ sở một phần của bản bản Huổi Sang 2.